# Karl-Birger Blomdahl
Karl-Birger Blomdahl   (Vaxjo Parish, 19 d'octubre de 1916 - Kungsängen, 14 de juny de 1968) va ser un compositor i director d'orquestra suec.
Es va formar en bioquímica, però va ser principalment actiu en música i per les seves composicions experimentals es va convertir en un dels grans noms del modernisme suec. Entre els seus professors hi havia Hilding Rosenberg. Va morir a Kungsängen, Estocolm.
La seva tercera simfonia, Facettes - és una obra en un moviment subdividit com a peça en forma de variació de dotze tons - de 1950, és una contribució important al repertori. El 1959 va compondre l'òpera Aniara basada en el poema de Harry Martinson. La seva producció de composicions també inclou concerts per a violí i viola, un concert de cambra per a piano, vents i percussions, almenys una altra òpera (Herr von Hancken) i molta música de cambra, inclòs un trio per a clarinet, violoncel i piano.
Com a professors va tenir entre els seus alumnes Stephen Albert, que fou Premi Pulitzer de música 1985.